# Godley (Texas)
Pour les articles homonymes, voir Godley.
Godley est une ville située au nord-ouest du comté de Johnson, au Texas, aux États-Unis,. La ville est fondée en 1886.

## Démographie
Lors du recensement de 2010, la ville comptait une population de 1 009 habitants. Elle est estimée, en 2016, à 1 111 habitants.

### Source de la traduction
- (en) Cet article est partiellement ou en totalité issu de l’article de Wikipédia en anglais intitulé « Godley, Texas » (voir la liste des auteurs).